# Mediterranea montivaga
Mediterranea montivaga is een slakkensoort uit de familie van de Oxychilidae. De wetenschappelijke naam van de soort is voor het eerst geldig gepubliceerd in 1890 door M. von Kimakowicz.